# باکس آفیس موجو
باکس آفیس موجو (به انگلیسی: Box Office Mojo) یک وب‌گاه مربوط به فیلم است که توسط برندون گری و در سال ۱۹۹۸ به وجود آمد و هر ماه حدود یک میلیون بازدیدکننده دارد. این وب‌گاه زیرمجموعه آمازون دات کام است.
این وبگاه به صورت روزانه فروش فیلم‌هایی که به نمایش در می‌آیند را ثبت می‌کند و در واقع یکی از بزرگترین منابع در مورد فروش فیلم‌ها است.
باکس آفیس موجو توسط IMDB اداره و مدیریت می‌شود از سال ۲۰۰۲ به‌عنوان منبع رسمی ارائه آمار فروش فیلم‌ها مطرح است.

## تاریخچه
این وب‌سایت در سال ۱۹۹۹ توسط براندون گری پایه‌گذاری شد. گری با کمک شان سالسباری در سال ۲۰۰۲ مخاطبان سایت را به نزدیک به دو میلیون نفر رساند. در سال ۲۰۰۸ آمازون باکس آفیس موجو را خرید تا زیرمجموعه‌ای از IMDB باشد.

## باکس آفیس موجو بین‌الملل
بخش بین‌الملل باکس آفیس موجو آمار فروش فیلم‌های ۵۰ کشور مختلف را گردآوری و ارائه می‌کند.

## ریدایرکت به IMDB، اکتبر ۲۰۱۴
در تاریخ ۱۰ اکتبر ۲۰۱۴ ترافیک وبسایت باکس آفیس موجو به IMDB ریدایرکت شد که پس از ۲۴ ساعت بدون هیچ توضیحی از طرف مدیران سایت به حالت اول بازگشت.